# Brückl
Brückl (tiếng Slovene: Mostič) là một đô thị thuộc huyện Sankt Veit an der Glan trong bang Kärnten trong nước Áo. Đô thị Brückl có diện tích 46,62 km², dân số thời điểm năm 2005 là 3032 người.